# Liatris pycnostachya
Liatris pycnostachya là một loài thực vật có hoa trong họ Cúc. Loài này được Michx. mô tả khoa học đầu tiên năm 1803.